# Tonic sol-fa

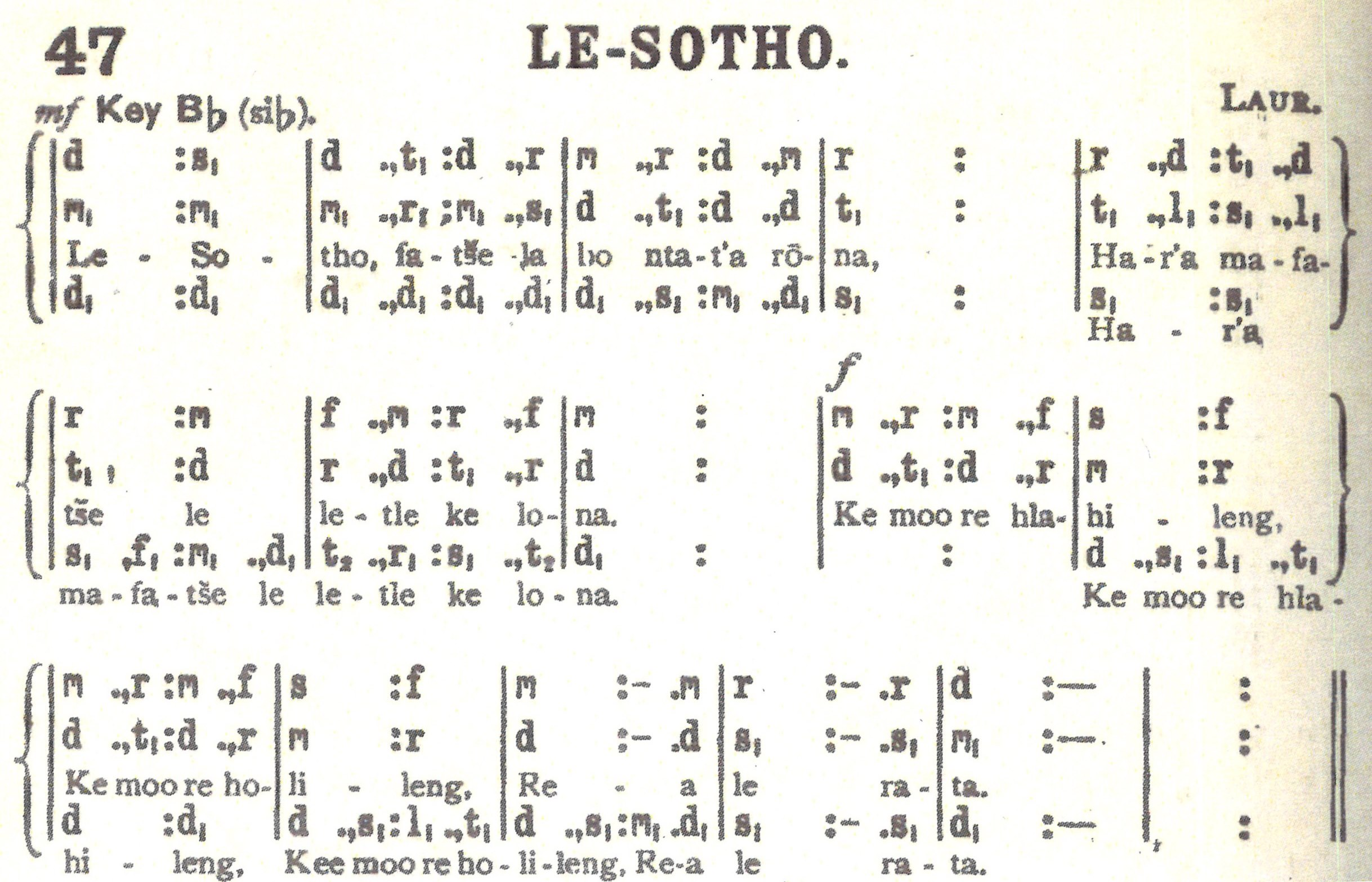
Partitura in Tonic Sol-fa dell'inno del Lesotho in una stampa del 1918

Il Tonic sol-fa (o tonic sol-fah) è un sistema didattico utilizzato per insegnare ad eseguire i canti a prima vista. È, quindi, un metodo di solmisazione moderno basato sul do mobile che non utilizza la classica scrittura musicale mediante pentagramma. Una prima versione del sistema fu ideata, intorno il 1827, da Sarah Ann Glover a cui diede il nome di Norwich sol-fa system. Successivamente fu poi sviluppato dal pastore congregazionalista John Curwen che si dedicò anche alla sua divulgazione su vasta scala.

## Storia
Le origini del Tonic sol-fa sono da ricercare nella pratica della solmisazione, la cui ideazione è tradizionalmente attribuita a Guido d'Arezzo nel XI secolo. Essa prevedeva l'uso delle sillabe che indicavano le note dell'esacordo: Ut - Re - Mi - Fa - Sol - La. Questo andava poi trasposto a partire dal Fa e dal Sol per creare altri due esacordi, attraverso i quali leggere la musica. La solmisazione implicava il passaggio da un esacordo all'altro tutte le volte in cui il brano musicale lo rendesse necessario.
La formalizzazione di un primo metodo sol-fa si deve a Sarah Ann Glover che, secoli dopo, nei suoi anni di attività in una scuola domenicale di Norwich, cominciò a formulare il cosiddetto Norwich sol-fa system che nel 1827 era oramai completo. A seguito di questo lavoro diede alle stampe il German Canons or Singing Exercises and Psalm Tunes Expressed in the Sol-Fa Notation of Music. Nel 1835 pubblicò, inoltre, Scheme for Rendering Psalmody Congregational dall'editore Jarrold & Sons che conobbe vasto successo.
Nel 1841 una copia del manuale arrivò tra le mani del pastore congregazionalista John Curwen. Egli non ebbe alcuna formazione in materia musicale; applicò quindi con successo il metodo su sé stesso. In breve imparò a leggere la musica e successivamente impartì il sistema ai suoi alunni della scuola domenicale di Stowmarket dove, al tempo, ricopriva il ruolo d'insegnante. L'entusiasmo verso questo metodo fu tale che l'anno seguente pubblicò una serie di articoli di musica basati su quanto appreso e nel 1843 uscì il suo Singing for Schools and Congregations. Già a partire da questi scritti Curwen iniziò a incorporare le sue modifiche al metodo della Glover, compresi una serie di gesti indicanti le altezze, e per distinguere il suo lavoro da quello originale lo rinominò Tonic sol-fa system. Curwen, tuttavia, apportò e diffuse le sue modifiche senza il consenso della Glover e questo fu causa di attriti tra i due. Attinse inoltre anche al lavoro del francese Aimé Paris, specialmente per quanto riguarda la notazione ritmica.

## Descrizione

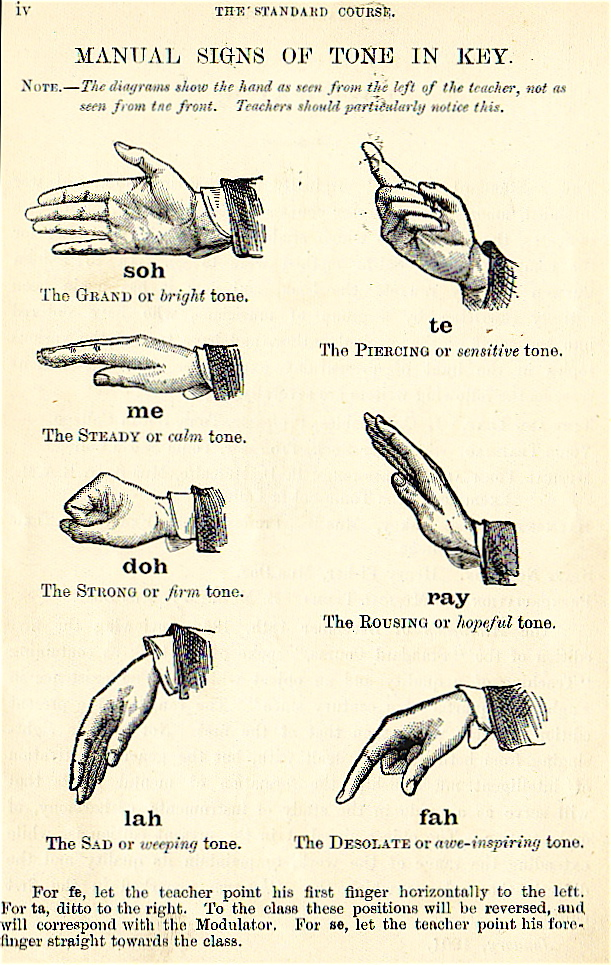
I segni indicanti le altezze, tratto dallo Standard Course of Lessons (1858) di Curwen

Il Tonic sol-fa utilizza le sillabe doh, ray, fah, soh, lah, te, per indicare i gradi di qualsiasi tonalità; esse rappresentano le altezze relative e non assolute, quindi rimangono invariate di posizione a prescindere dalla tonalità di riferimento. Questo vuol dire che il primo grado di una tonalità maggiore verrà sempre indicato con doh. Le tonalità minori, invece, sono viste come il modo derivato dal sesto grado della scala maggiore e perciò la loro nomenclatura parte dal lah per terminare con  soh. Queste sillabe vengono scritte, poi, nel sistema di notazione mediante le loro abbreviazioni e quindi con le iniziali d, r, f, s, l, t. Le alterazioni sono indicate con l'aggiunta delle vocali e, per i diesis, e a, per i bemolle.
Nel Tonic sol-fa non è previsto l'utilizzo delle indicazioni di tempo, per cui diversi sono i metodi per dividere le battute. Ogni movimento è diviso da i due punti (:) mentre i singoli punti (.) scandiscono la suddivisione. Le pause sono ricavate utilizzando gli spazi mentre le durate di ogni suono sono indicate tramite linee orizzontali.

## Diffusione
Allo scopo di diffondere il metodo su vasta scala John Curwen fondò, nel 1851, il periodico Tonic Sol-fa reporter e nel 1853 la Tonic Sol-fa Association (divenuta poi English Schools Music Association). Nel 1863 fu la volta della casa editrice musicale Curwen & Sons, Ltd e nel 1879 del Tonic Sol-fa College (in seguito Curwen Memorial College). A partire dal 1867 decise di ritirarsi dall'attività di pastore per dedicarsi a tempo pieno alla diffusione del sistema, opera che il figlio John Spencer proseguì dopo di lui.
Nel corso degli anni le intenzioni di Curwen rispetto alle finalità del metodo cambiarono; mentre inizialmente il suo utilizzo era volto ad un successivo apprendimento della lettura a prima vista di uno spartito tradizionale, al punto da adottare nelle sue pubblicazioni anche i pentagrammi, questi ultimi vennero definitivamente esclusi a partire dal 1872. Tornò quindi esclusivamente alle intenzioni originali, ossia rendere quanto più accessibile possibile l'apprendimento musicale a tutte le età e classi sociali.
Un altro considerevole vantaggio era rappresentato dal fatto che si poteva stampare musica in Tonic sol-fa ad un costo considerevolmente più basso rispetto alle partiture convenzionali e questo diede ancora maggiore propulsione alla sua diffusione in tutto il Regno Unito. Parecchi inni cominciarono ad essere scritti, oltre che trascritti, direttamente nel sistema di Curwen e, inoltre, alcuni cori si dedicarono all'esecuzione di repertorio più impegnativo, come ad esempio il Messiah di Händel, mediante il Tonic sol-fa.
Successivamente, il compositore e studioso ungherese Zoltán Kodály entrò in contatto con il Tonic sol-fa durante un suo viaggio in Inghilterra nel 1927 e questo influenzò in qualche misura il suo pensiero didattico sull'apprendimento musicale. Fu in particolare modo colpito dalla chironomia ideata da Curwen e riadattò i gesti utilizzati per poi diffonderli in Ungheria. Il cosiddetto Metodo Kodály ebbe molta eco nei decenni a seguire in tutta Europa ed influenzò altri studiosi ed educatori. In Italia molto importante fu, in tal senso, la figura di Roberto Goitre che, attraverso lo studio dei principî della pedagogia musicali di Kodály, decise di reintrodurre nella penisola, rielaborandolo, il Tonic Sol-fa. Il metodo Cantar leggendo, da lui pubblicato nel 1972 con la casa editrice Suvini Zerboni, è frutto di questo suo lavoro.